# Митра перемиських єпископів
Митра перемиських єпископів — втрачена реліквія, церемоніальний головний убір владик Перемиської єпархії, викрадена 1952 (1953) року співробітниками Міністерства громадської безпеки (пол. Ministerstwo Bezpieczeństwa Publicznego) ПНР .
Також часто ототожнюється з переробленою королівською інсигнією короля Королівства Русі Данила Романовича, яку він прийняв наприкінці 1253 — початку 1254 року від посланця понтифіка Інокентія IV легата Опізо з Мезано в північноволинському місті Дорогичин.

## Історія
Міф про те, що митра була перероблена з віднайденої в Перемишлі королівської інсигнії Данила Романовича, набув поширення з початку XVIII століття або в другій половині XIX століття. Перероблена нібито в XVI столітті для перемиського владики Антонія Радиловського або протягом 1700–1713 років для єпископа Юрія Винницького з додаванням власних фамілійних клейнодів.
За автора міфу слід вважати Юліана Никоровича, а датою його поширення — 1879 рік .
Після смерті владики Юрія Винницького (†1713), митру привласнила сестра покійного Олена Гумницька. Судовий процес про повернення митри у власність єпархії тривав 28 років, аж до смерті Олени Гумницької 1741 року. Після повернення митри владиці Ієронімові Устрицькому, головний убір зберігався в катедральному храмі святого Івана Хрестителя в Перемишлі. Далі митра потрапила до бібліотеки Перемиського капітулу.
Митру вживали дуже рідко, зосібна перемиський єпископ Іван Снігурський на початку XIX століття одягав убір лише на свято Богоявлення та Великдень.
Наступний владика Іван Ступницький наказав реставрувати митру.
1888 року митра експонувалася на Археологічно-бібліографічній виставці Ставропігійського інституту у Львові.
12 травня 1915 року під час відступу російських військ митру перемиських владик забрав і вивіз до імперської столиці генерал Євген Шмурло, звідки на підставі укладеного між Річчю Посполитою і радянською Росією Ризького миру 1921 року, стараннями єпископа Йосафата Коциловського 1926 року пошкоджена митра була повернена назад до Перемишля.
До 1939 року владика лише двічі привселюдно використовував головний убір.
Напередодні вторгнення Червоної Армії єпископ Йосафат Коциловський розпорядився розібрати митру і заховати коштовності в підвалі єпископської палати. Усі дії виконав отець Микола Денько, склавши водночас власноручний план схованки. Після ліквідації Української греко-католицької церкви 1946 року отцю Миколі Денькові вдалося уникнути арешту і добратися до Варшави, де він передав план схованки ігуменові монастиря отців василіян на вулиці Медовій Павлові Пушкарському. 1953 року їх обох заарештовано службою безпеки комуністичної Польщі. Після допитів і обшуку монастиря до Перемишля направлено слідчо-оперативну групу з метою пошуку «Данилової митри». Результати діяльності не відомі. Припускають, що агенти віднайшли і розграбували схованку з клейнодами.
1969 року в київському часописі «Наука і суспільство» з'явилася радянська версія зникнення митри перемиських єпископів. Нібито 1942 року, побоюючись реквізиції реліквії німецькими окупаційними властями, єпископ Йосафат Коциловський через посередництво капеланів італійського війська передав митру на збереження до Ватиканського музею, із застереженням про повернення музеалії до Перемиського владицтва або за його відсутності урядові української держави після завершення війни.

## Опис
Вперше опис митри був складений 1875 року за часів владарювання на перемиській катедрі нумізмата, історика мистецтва, владики Івана Ступницького.
Виготовлений з міді головний убір був інкрустований 972 маленькими рубінами та 300 маленькими перлинами в переділах. Коштовні камені були погано відшліфовані найімовірніше непрофесійним ювеліром. Рубіновий хрестик на митрі походив з XVII століття. Основною цінністю митри були дві великі перлини. За сучасними оцінками вартість митри складає від 500 тисяч до 1 мільйона доларів США.

## Галерея

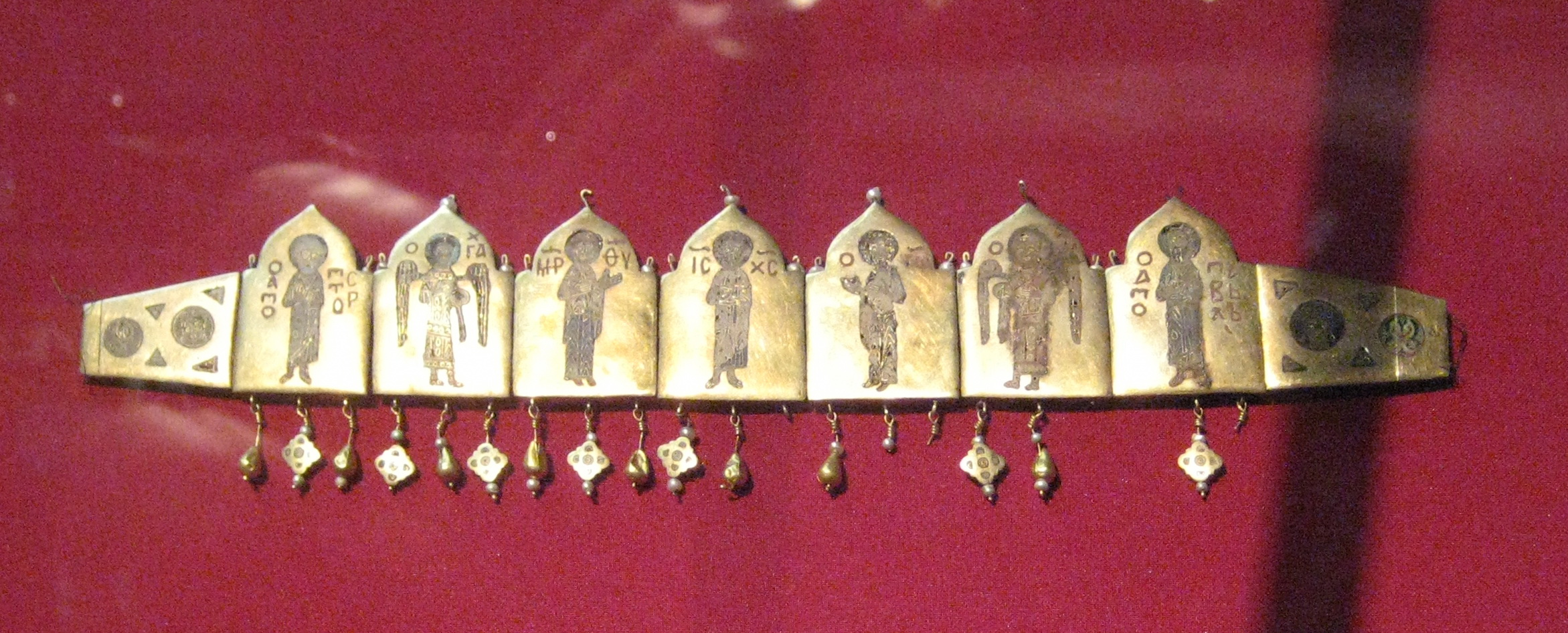
Діадема з київського скарбу 1889 р. (ХІ ст.)
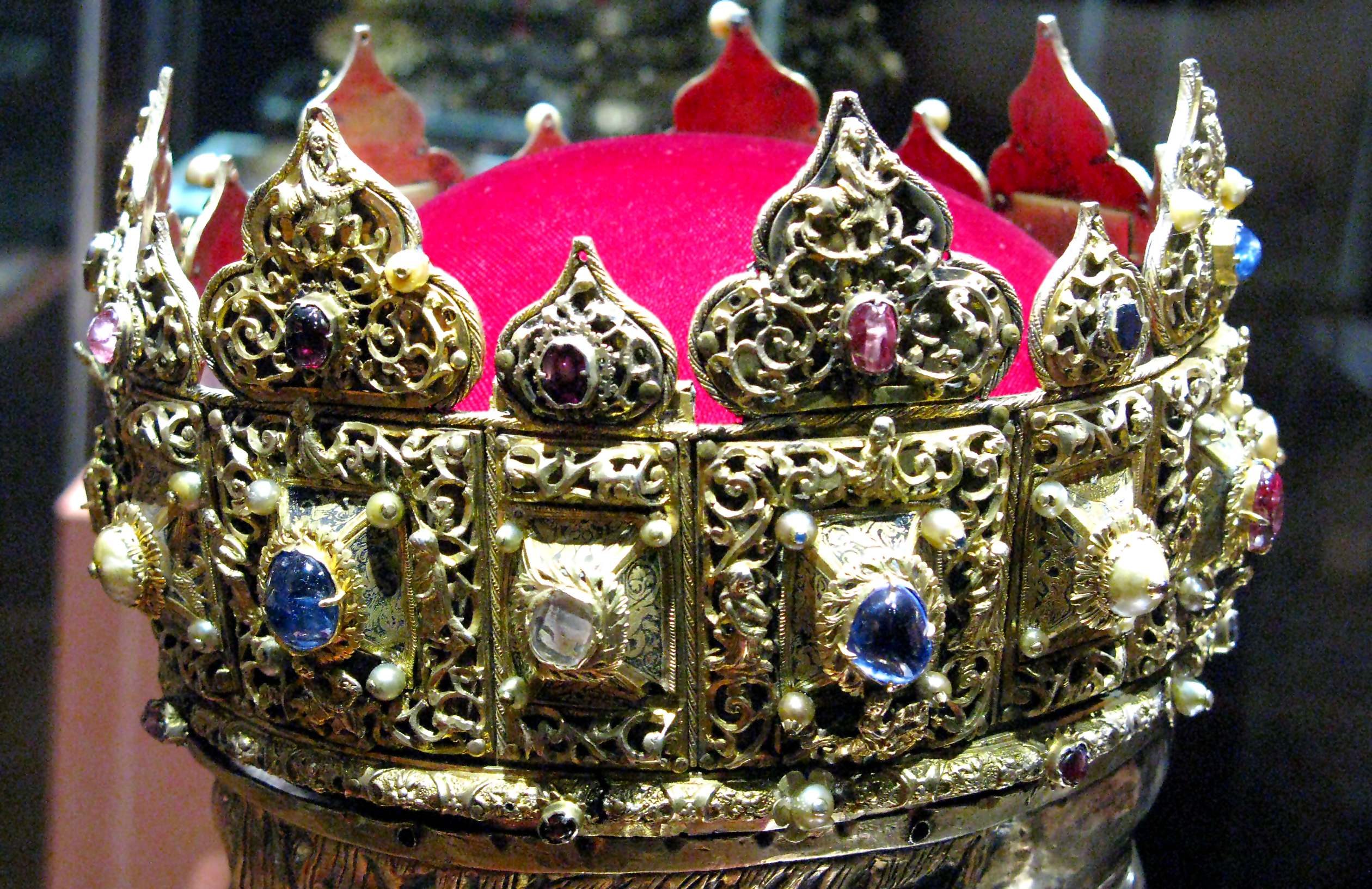
Плоцька діадема. На думку окремих дослідників інсигнія виразно руського походження (XIII ст.)
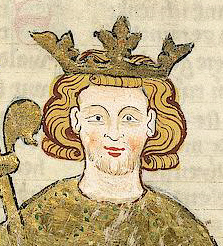
Корона Данила Романовича була західного походження, тому найімовірніше мала поширений в ті часи вигляд обруча увінченого чотирма шпилями у вигляді лілій. На зображенні король Богемії та Польщі Вацлав II на фрагменті мініатюри з Манесського кодексу (XIV ст.)
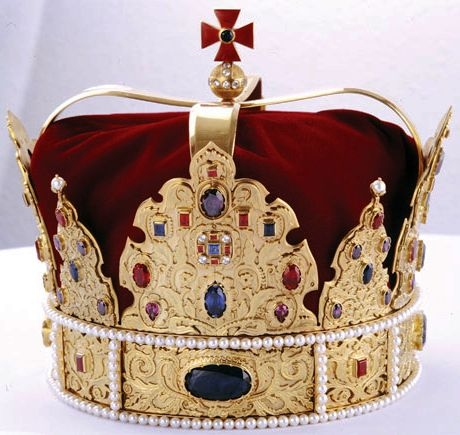
Репліка так званої корони Данила Романовича виконана Олексієм Руденком (2002)
Векторна версія
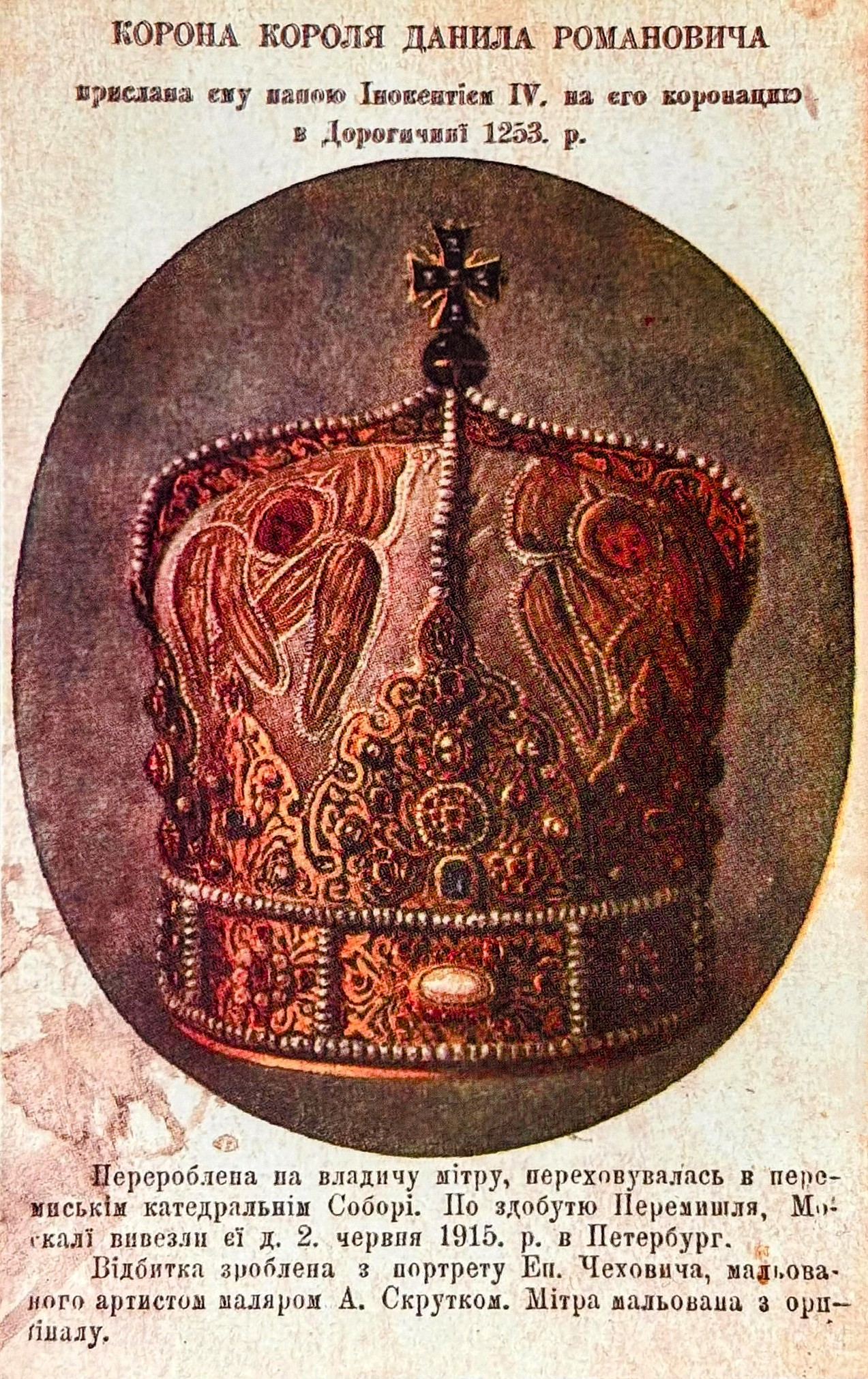
Корона короля Данила Галицького. Пштівка першої третини ХХ ст.